# 巴伐利亞的伊莉莎白 (1227-1273)
巴伐利亞的伊莉莎白（德語：Elisabeth von Bayern，1227年—1273年10月9日），德意志王后，1246年至1254年在位。

## 家庭
1246年，伊莉莎白與神聖羅馬皇帝腓特烈二世的次子、德意志國王康拉德四世結婚，兩人的獨子康拉丁於1252年出生。
康拉德四世於1254年去世。1259年，伊莉莎白與提洛公爵邁因哈德二世結婚，兩人共有2子2女：
1. 伊莉莎白（1262年—1312年），德意志王后
2. 鄂圖三世（英语：Otto III, Duke of Carinthia）（1265年—1310年），克恩滕公爵
3. 亨利（1265年—1335年），波希米亞國王
4. 阿格尼絲（？—1293年），邁森藩侯夫人